# Elecciones federales de México de 1985
El domingo 7 de julio de 1985 se llevaron a cabo elecciones legislativas en México, y en ellas fueron elegidos a nivel federal:
- 400 Diputados. Miembros de la Cámara Alta del Congreso de la Unión y comenzó el 1 de septiembre de 1985 en 5 circunscripciones.

## Sistema electoral
Todos los ciudadanos mexicanos que tengan al menos 18 años de edad y estén registrados en su circunscripción de residencia tienen derecho a voto. Quedan excluidos de este derecho los locos, drogadictos internados, las personas condenadas por un delito que implique pena de prisión y las que cumplen una pena de prisión. Los registros electorales se mantienen continuamente actualizados. La votación es obligatoria y la abstención conlleva una multa o prisión. Podrán presentarse a las elecciones a la Cámara de Diputados todos los ciudadanos por nacimiento de al menos 21 años de edad y en pleno ejercicio de sus derechos políticos desde su Estado o territorio de origen o en el que hayan residido durante al menos seis meses. Ministros religiosos, miembros del ejército federal en servicio activo, agentes de policía de rango superior en el distrito en cuestión, secretarios o subsecretarios de Estado, jueces de la Corte Suprema y gobernadores de los estados no son elegibles para el Congreso; aparte de los ministros religiosos, dicha inhabilitación puede anularse si los funcionarios en cuestión renuncian a sus cargos 90 días antes de la elección. Los gobernadores no pueden ser elegidos en los distritos de su jurisdicción durante su mandato, incluso si renuncian a su cargo.
En 1979, los diputados fueron elegidos por primera vez de acuerdo con la Ley Federal de Organizaciones Políticas y Procedimiento Electoral de 1977. De los 400 miembros, 300 fueron elegidos por mayoría simple dentro de distritos electorales uninominales, y 100 fueron elegidos mediante un sistema de representación proporcional de listas regionales de partidos dentro de distritos electorales de múltiples miembros. Un partido político puede registrarse si tiene al menos 3,000 miembros en cada uno de al menos la mitad de los Estados o al menos 300 miembros en cada uno de al menos la mitad de los distritos electorales uninominales. En cualquier caso, el número total de miembros no debe ser inferior a 65.000. Un partido también puede obtener el registro condicional si ha estado activo durante al menos cuatro años. La inscripción se confirma si el partido obtiene al menos el 1,5% del voto popular. Cuando se produce una vacante entre los miembros del Congreso elegidos por mayoría de votos, la Cámara en cuestión convoca una elección parcial; cuando se produce una vacante entre los miembros de la Cámara de Diputados elegidos por representación proporcional, es ocupada por el candidato del mismo partido que obtuvo el siguiente mayor número de votos en la última elección.

## Partidos participantes
| Partido | Partido                                     |
| ------- | ------------------------------------------- |
|         | Partido Acción Nacional                     |
|         | Partido Auténtico de la Revolución Mexicana |
|         | Partido Demócrata Mexicano                  |
|         | Partido Mexicano de los Trabajadores        |
|         | Partido Popular Socialista                  |
|         | Partido Revolucionario Institucional        |
|         | Partido Revolucionario de los Trabajadores  |
|         | Partido Socialista de los Trabajadores      |
|         | Partido Socialista Unificado de México      |
|         | Partido Patriótico Revolucionario           |

## Resultados
|  | 63.29 % |

|  | 68.05 % |

|  | 16.32 % |

|  | 16.28 % |

|  | 3.47 % |

|  | 3.38 % |

|  | 3.42 % |

|  | 2.59 % |

|  | 2.93 % |

|  | 2.87 % |

|  | 2.54 % |

|  | 2.06 % |

|  | 2.40 % |

|  | 1.74 % |

|  | 1.68 % |

|  | 1.63 % |

|  | 1.67 % |

|  | 1.33 % |

|  | 2.28 % |

|  | 0.07 % |

|  | 94.91 % |

|  | 95.29 % |

|  | 5.09 % |

|  | 4.71 % |

|  | 100.00 % |

|  | 100.00 % |

|  | 51.82 % |

|  | 50.59 % |

Fuente: Diario Oficial de la Federación ,
NOTA: No se incluyen los resultados del Distrito electoral federal 3 de Chihuahua